# Bouncer (informatica)
Un bouncer, spesso abbreviato con BNC, è usato per inoltrare traffico e connessioni nelle reti di computer, come un Proxy. Usare un bouncer permette di nascondere ad un utente l'indirizzo IP della propria connessione, fornendo privacy così come la capacità di indirizzare il traffico attraverso una specifica postazione. Un bouncer può anche essere usato per nascondere il vero obiettivo per il quale un utente si collega.
Questo non è da confondere con un bouncer e-mail, il quale rimanda indietro le e-mail inviate quando la casella e-mail è piena.

## Uso per IRC
Un uso comune è quello di collegarsi ad Internet Relay Chat (IRC) tramite un bouncer installato su un server remoto. Su IRC è davvero facile risalire all'IP di chi vi si collega e un bouncer può aiutare a nasconderlo, fornendo un vhost o "host virtuale", grazie al quale si cela il vero indirizzo IP.
Un bouncer può rimanere connesso ad un server IRC anche quando il client dell'utente si scollega da internet.  Tiene traccia di quello che succede sul server IRC quando l'utente non è connesso e quando l'utente si ricollega al bouncer con il suo client, il bouncer gli fornisce tutte le informazioni necessarie. Ad esempio memorizza tutti i messaggi che sono stati inviate all'utente quando non era connesso e non appena l'utente si ricollega, il bouncer gli fornisce i log dei messaggi ricevuti in sua assenza. Molto spesso i bouncer ospitano anche dei bot per irc.

### Esempio
- L'utente A entra su IRC direttamente e compare come USER!user@255.255.255.0
- L'utente A entra su IRC indirettamente attraverso un bnc e compare come USER!user@example.net[1].